# Manuel Palacio Fajardo (paroisse civile)
Pour les articles homonymes, voir Fajardo et Manuel Palacio Fajardo (homonymie).
Manuel Palacio Fajardo est l'une des quatorze paroisses civiles de la municipalité de Barinas dans l'État de Barinas au Venezuela. Sa capitale est La Caramuca. En 2011, sa population s'élève à 9 763 habitants et en 2018 à 11 444 habitants.

## Étymologie
La paroisse civile est nommée en l'honneur du héros de la Guerre d'indépendance du Venezuela Manuel Palacio Fajardo (1784-1819).

## Géographie

### Démographie
Hormis sa capitale La Caramuca, la paroisse civile possède plusieurs localités dont :
- La Caramuca
- Sabana de Caramuca Norte
- Sabana de Caramuca Sur

## Sources
- (es) Cet article est partiellement ou en totalité issu de l’article de Wikipédia en espagnol intitulé « Municipio Barinas » (voir la liste des auteurs).